# 34. Hansetag

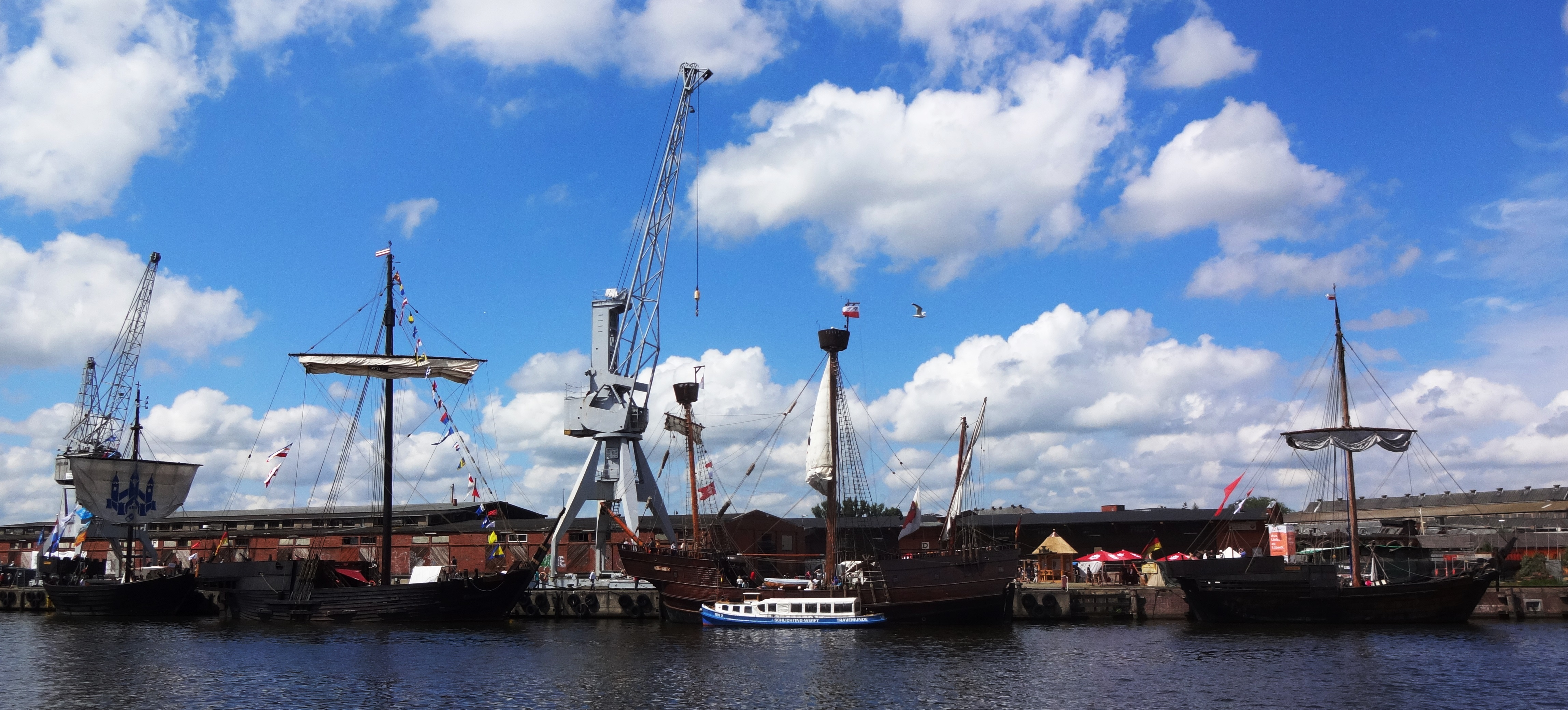
Nachbauten von Hanseschiffen auf der Trave während des 34. Internationalen Hansetags 2014 in Lübeck

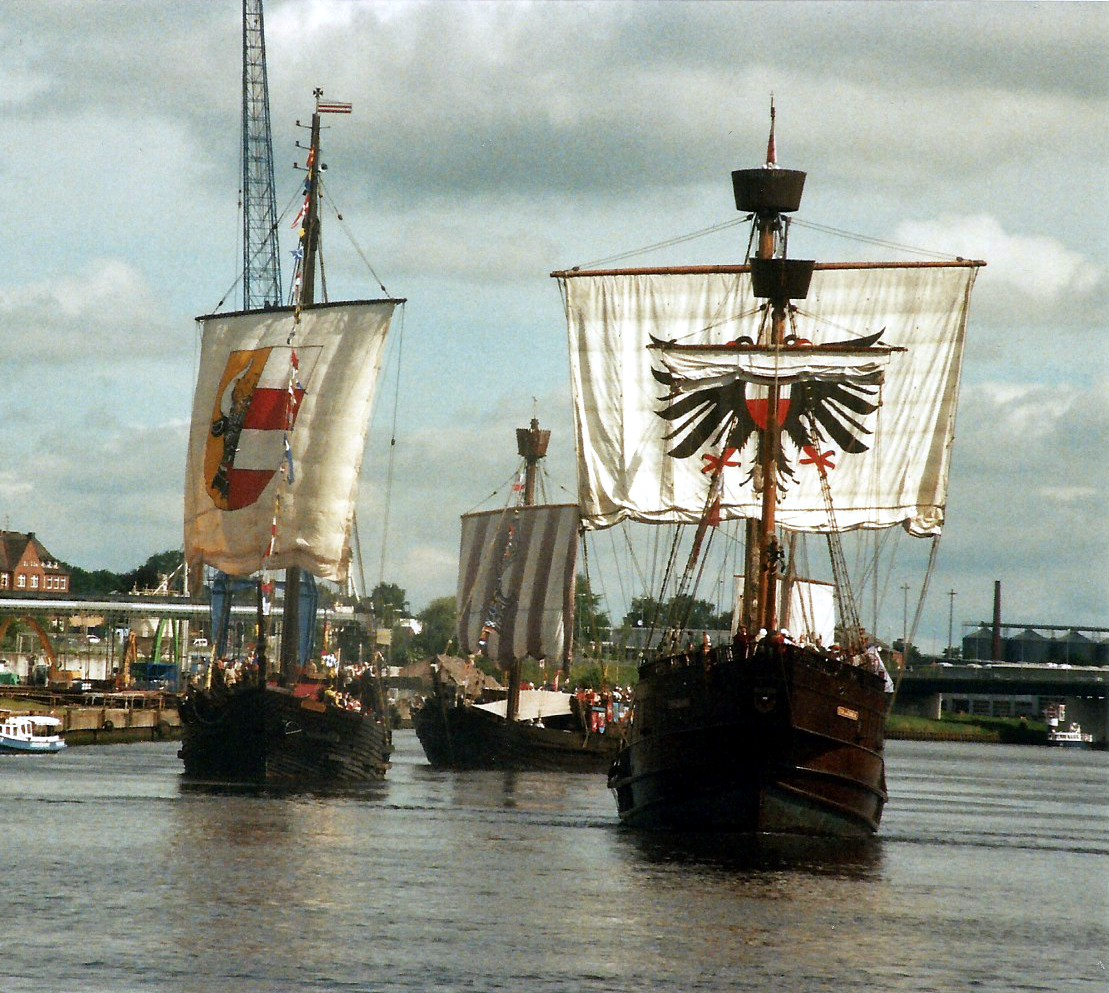
Rückkehr von der Seeschlacht

Der 34.  Hansetag der Neuzeit (vollständige Bezeichnung 34. Internationaler Hansetag) fand vom 22.  bis  25. Mai 2014  in Lübeck statt.  Er stand unter dem Motto „Lübeck auf Immerwiedersehen“.
Am Hansetag nahmen fast 500.000 Besucher teil, davon 100.000 an der Eröffnungsveranstaltung am 22. Mai vor dem Holstentor. Es war der zweite Hansetag der Neuzeit in Lübeck nach 1983 seit der Gründung der Neuen Hanse im Jahr 1980 in Zwolle. Vertreten waren Delegierte und Kulturgruppen aus 122 Hansestädten aus 15 Ländern.
Eröffnet wurde der Hansetag von Bundespräsident Joachim Gauck.

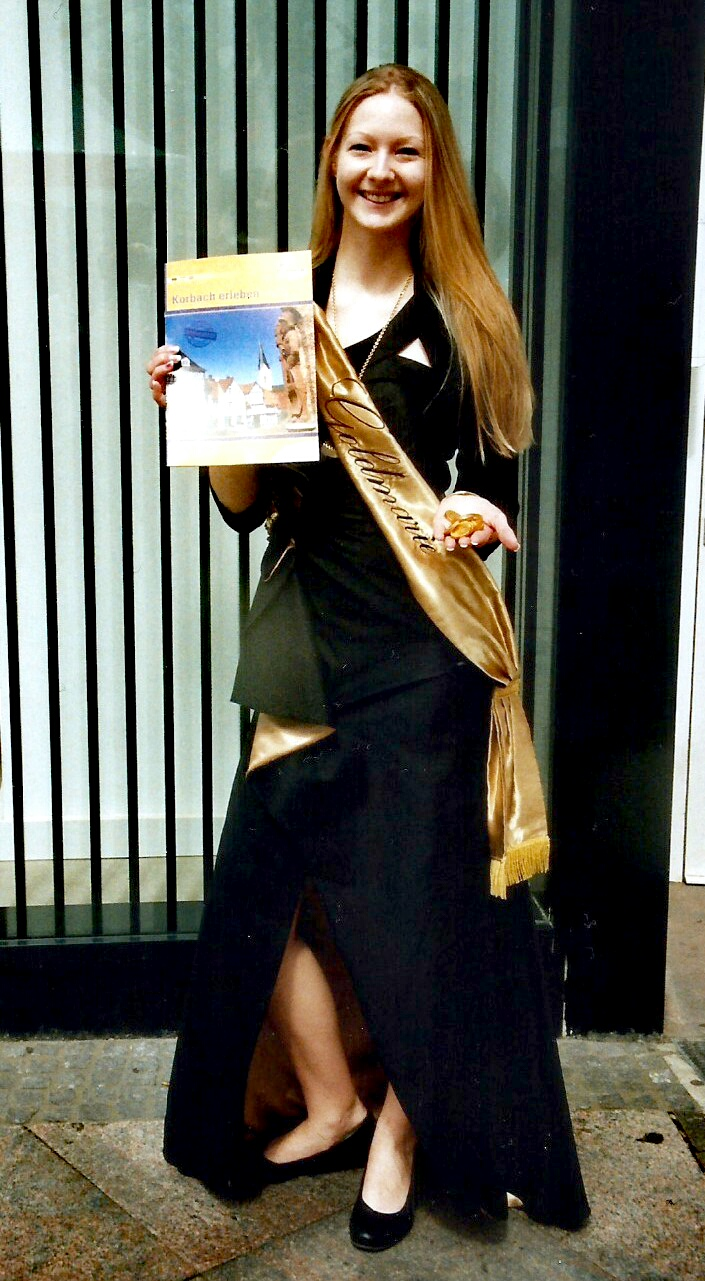
Die Korbacher Goldmarie präsentiert heimisches Gold

Während des Hansetags nahmen die   1600 Delegierten  mit Edinburgh (Schottland) und Malbork  (Polen) zwei Städte neu in den Hansebund auf. Voraussetzung für die Aufnahme ist die Zugehörigkeit der Städte zur Hanse zwischen der Mitte des 12. Jahrhunderts und der Mitte des 17. Jahrhunderts.  Mit der Aufnahme von Edinburgh und Malbork gehören 185 der nach gegenwärtigem Forschungsstadt 225 mittelalterlichen Hansestädte zum neuzeitlichen Hansebund.
Die Stadt Lübeck hatte nach ersten Schätzungen 1,6 Millionen Euro für die Veranstaltung mit 370 Programmpunkten ausgegeben. Bühnen waren unter anderem vor dem Holstentor, auf dem Koberg, dem Klingenberg und dem Markt aufgebaut worden. Musikveranstaltungen gab es außerdem auf der Maritimen Meile an der Trave und im Innenhof der Musikhochschule Lübeck.
Für die Rocksymphonie „Legends of Rock“, die am 24. Mai vor dem Holstentor aufgeführt wurde, hatte Bernd Ruf ein Orchester aus Studenten der Musikhochschule Lübeck, den Lübecker Sinfonikern und Studenten überwiegend aus Hansestädten an der Ostsee zusammengestellt; Sänger waren Hannes  Braun und der Rapper Danny Fresh.
Zu den Höhepunkten des Hansetags gehörte eine nachgestellte Seeschlacht am Burgtorhafen, an der die Lisa von Lübeck, die Kieler Hansekogge, die Ubena von Bremen und die Wissemara beteiligt waren.
Bei der Abschlussveranstaltung vorm Holstentor übergab Lübecks Bürgermeister und Hanse-Vormann Bernd Saxe die Hanseflagge an Ando Kiviberg, Bürgermeister von Viljandi (Estland) als Ausrichter des 35. Hansetags der Neuzeit im Jahr 2015.

## Kosten und Einnahmen
Nach der im März 2015 veröffentlichten Schlussrechnung kostete der 34. Hansetag der Neuzeit etwa 1,8 Mio. Euro. Über Kulturförderung und Eintrittsgelder wurden 703.400 Euro eingenommen, sodass ein städtischer Zuschuss von rund 1,1 Mio. Euro verblieb. Das waren 87.000 Euro weniger als die Bürgerschaft, die Stadtvertretung der Hansestadt Lübeck, als Nettozuschuss genehmigt hatte. Dem standen etwa 400.000 Besucher der Veranstaltungen gegenüber.